# Pierre-Louis Dietsch

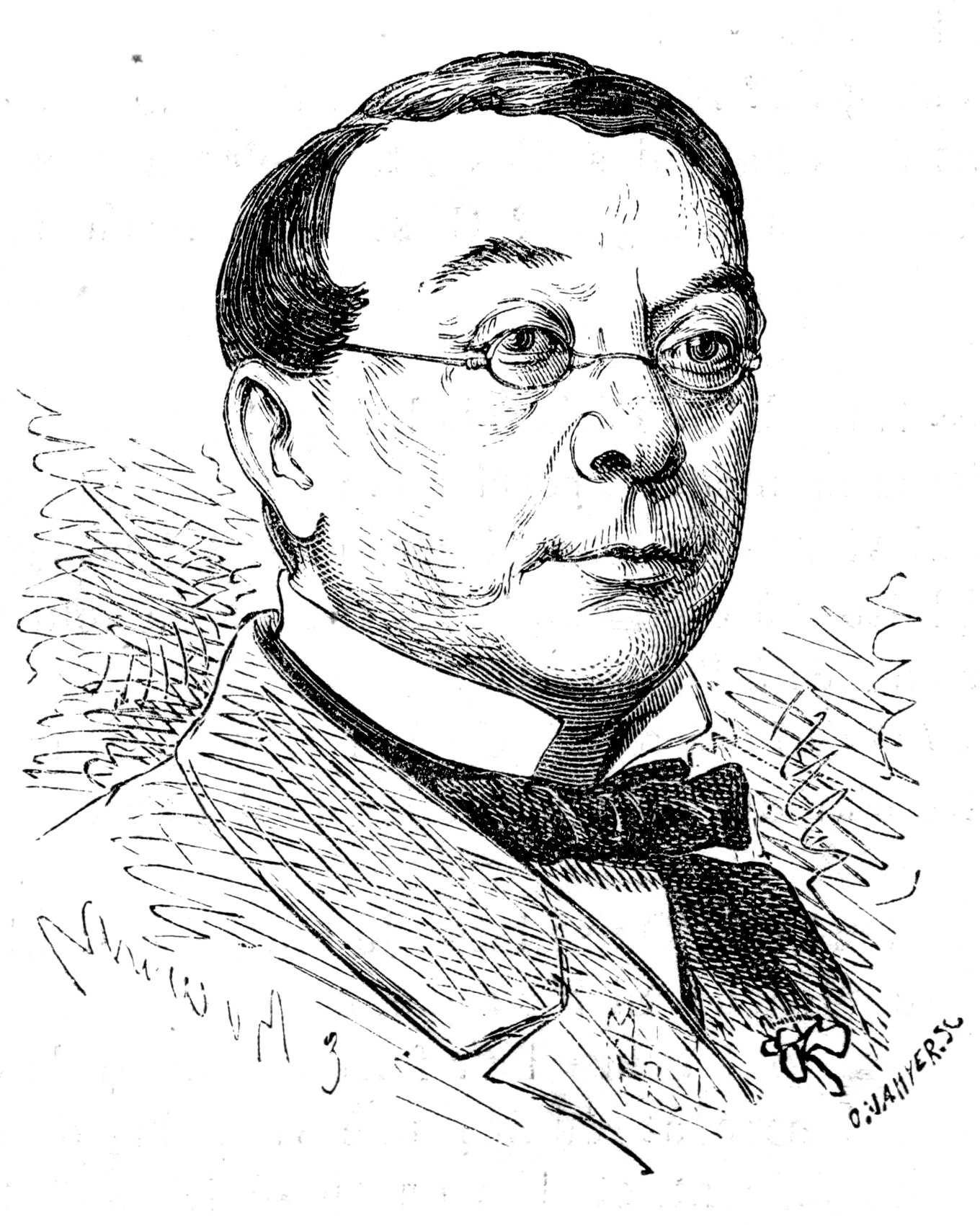
Pierre-Louis Dietsch

Pierre-Louis-Philippe Dietsch (* 17. März 1808 in Dijon; † 20. Februar 1865 in Paris) war ein französischer Dirigent, Chorleiter und Komponist. Sein Name ist untrennbar mit einigen der spektakulärsten Plagiatsvorwürfen und Skandalen der Musikgeschichte des 19. Jahrhunderts verbunden, obwohl seine Rolle im Lichte neuerer Forschung differenzierter gesehen wird.

## Leben
Dietsch studierte zunächst an der Institution Royale de Musique Classique et Religieuse, später am Pariser Konservatorium. Seine ersten Karrierestationen waren der Kapellmeisterposten an der Pfarrkirche St-Eustache de Paris, Kontrabassist am Théâtre Italien sowie Lehrtätigkeit an der Académie Nationale de musique et de danse und der École Niedermeyer. Auf Veranlassung Gioachino Rossinis wurde er Chormeister an der Pariser Oper, 1860 wurde er dort Orchesterleiter. Nach seiner Entlassung dort wirkte er an der Sängerkapelle von La Madeleine und als Lehrer an der École Niedermeyer. Sein Schüler Gabriel Fauré beschrieb Dietsch als „methodischen, aber rückschrittlichen Geist“.
Als Komponist schuf er vorwiegend Kirchenmusik, darunter mehr als 20 Messen und verschiedene Orgelwerke.

## Das „Ave Mariavon Arcadelt“
Im März 1842 führte Pierre-Louis Dietsch in einem Chorkonzert ein Ave Maria für vierstimmigen Chor a cappella auf, das er im Werk des niederländischen Renaissance-Komponisten Jakob Arcadelt entdeckt haben wollte. Da ein derartiges Werk in Arcadelts Schaffen aber nicht nachweisbar war, und auch wegen für die Epoche untypischer Fehler hinsichtlich Metrik und Prosodie, galt die Komposition schon bald als eine Fälschung Dietschs.
Erst 1927 wurde Dietsch zum Teil rehabilitiert, als der Musikwissenschaftler André Pirro nachweisen konnte, dass die Melodie des Ave Maria tatsächlich von Arcadelt stammt, allerdings aus dessen dreistimmiger weltlicher Chanson Nous voyons que les hommes. Die geistliche Kontrafaktur und der romantische vierstimmige Chorsatz sind dagegen allein das Werk Dietschs.

## Komponist des„Fliegenden Holländer“
Am 9. November 1842 fand an der Pariser Oper die Uraufführung von Dietschs Oper Le vaisseau fantôme, ou Le maudit des mers statt, die auf einen Entwurf von Richard Wagner zurückgeht. Wagner hatte aus Geldnot diesen Prosaentwurf der Pariser Oper angeboten und sich vergeblich darum bemüht, auch einen bezahlten Kompositionsauftrag dieses Opernhauses für das Werk zu erhalten, der Auftrag ging jedoch an Dietsch, das Libretto stammt von Paul Foucher und Henry Révoil. Es handelt sich nicht einfach um eine Übersetzung von Wagners Dichtung Der fliegende Holländer, sondern um ein unabhängiges Werk, das mit dem Holländer nur das Grundthema gemeinsam hat. Wagner verarbeitete nach dem Verkauf seines Opernentwurfs an die Pariser Oper die Idee selbst zu seinem Fliegenden Holländer.

## Skandal um die Pariser Uraufführung desTannhäuser
Im März 1861 geriet die Erstaufführung der Pariser Fassung von Richard Wagners Tannhäuser und der Sängerkrieg auf Wartburg, die von Dietsch als Dirigent geleitet wurde, zu einem derartigen Fiasko, dass die Produktion nach nur drei Aufführungen abgesetzt werden musste. Hauptgrund dafür war, dass Wagner bei der Bearbeitung seiner Oper als Zugeständnis an den Geschmack des französischen Publikums zwar eine Balletteinlage einbaute, aber untypischerweise gleich zu Beginn der Oper, und nicht wie in französischen Opern in dieser Zeit üblich, im zweiten Akt. Daraufhin wurden von bestimmten „Clubs“ die Aufführung mit Trillerpfeifen und Zwischenrufen gestört. Entnervt zog Wagner nach der dritten Aufführung das Werk zurück. 
Wagners Zorn richtete sich aber unabhängig davon gegen Dietsch, den er für unfähig hielt und der sich seinem Vorschlag widersetzt hatte, Wagner selbst wenigstens eine Probe leiten zu lassen, um mit Dietsch und den anderen Mitwirkenden die Nuancen des Werkes herauszuarbeiten. Vergeblich beschwerte sich Wagner in einem Brief an den Direktor der Oper über den „unfähigen und unzulänglichen“ Dirigenten, der „ihm aufgenötigt“ worden sei. 
Dietsch hatte aus den Erfahrungen mit dem Tannhäuser nichts gelernt. Zwei Jahre später, 1863, geriet er bei den Proben zur Sizilianischen Vesper mit dem anwesenden Komponisten Giuseppe Verdi in Streit, worauf dieser den Saal verließ. Drei Tage später entband die Direktion der Oper Dietsch von seinen Aufgaben.

## Werke
Bühnenwerke
- Le vaisseau fantôme, ou Le maudit des mers, opéra fantastique en deux actes (Libretto von Paul Foucher und Henry Révoil, Paris, Opéra, 9. November 1842)
- Ballettnummern zu Der Freischütz von Carl Maria von Weber (1847)

Geistliche Vokalmusik
- 25 Messen
- 2 Requiems (eines zum Gedenken an Adolphe Adam)
- Répertoire des maîtrises et des chapelles … depuis Palestrina jusqu’à nos jours, mit Orgelbegleitung (3 Bände 1841–65)
- Te Deum, 5 solo vv, choir, orch (1844)
- Zahlreiche Gesänge, 4 Bände (1848–61)
- 32 Motetten, 3 Bände (1848–63)
- Répertoire de musique religieuse … de la Madeleine (1854–57; enthält zahlreiche Werke von Dietsch)

Orgel
- Répertoire complet de l’organiste contenant des morceaux pour toutes les parties de l’office divin (1840)
- Accompagnement d’orgue … pour le graduel romain (ca. 1855), collab. Abbé Tessier

Bearbeitungen von Werken von Thoinot Arbeau, Jean-Baptiste Lully, Christoph Willibald Gluck, Louis Clapisson